# Gruchet-le-Valasse
Gruchet-le-Valasse è un comune francese di 3 123 abitanti situato nel dipartimento della Senna Marittima nella regione della Normandia.

## Storia

### Simboli
Lo stemma riprende l'emblema dell'abbazia di Valasse fondata verso il 1150 da Waleran de Beaumont di ritorno dalla crociata. I leopardi d'oro in campo rosso derivano dalla bandiera normanna.

## Società

### Evoluzione demografica
Abitanti censiti